# توماس ر. ويتني
توماس ر. ويتني (بالإنجليزية: Thomas R. Whitney)‏ هو صحفي وسياسي أمريكي، ولد في 2 مايو 1807 في نيويورك في الولايات المتحدة، وتوفي في 12 أبريل 1858. انتخب عضو مجلس النواب الأمريكي.